# 瀧門寺
瀧門寺（りゅうもんじ）は神奈川県足柄下郡真鶴町岩にある曹洞宗の寺院である。山号は久遠山不動院、本尊は阿弥陀如来（但唱作）。
真鶴町指定文化財の五層塔と頌徳碑と宝篋印塔がある。

## 歴史
瀧門寺は周辺の村々に6つの末寺を抱える当地でも有数の寺格寺院の1つであった。
山号は瀧門寺背後の山の頂に多宝塔があったところから、また寺号は背後に滝を抱えていたところから名付けられたとされている。
伊豆の国市（旧韮山町）の昌渓院を本寺とするが、古い時代は密宗だったと伝えられている。1573年（天正元年）に林屋(りんおく)という僧によって中興開山され曹洞宗に寺院になった。

## 文化財

### 五層塔と頌徳碑
真鶴町指定文化財の古碑・記念碑の部に指定されている。
- 五層塔
  - 1654年承応3年に岩松山光西寺の遺物が移されており、江戸時代初期の彫刻技術水準の高さを示している。
- 頌徳碑（しょうとくひ）
  - 1831年天保2年に建立。宮石工の功績をたたえたものである。

### 宝篋印塔
真鶴町指定文化財の古碑・記念碑の部に指定されている。
- 1762年（明和4年）瀧門寺13世鳳州了悟和尚（ほうしゅうりょうごおしょう）が人々の幸せな生活を願い、多くの善男善女の浄財と労力奉仕により、宝篋印塔が建立されたと刻まれている。

### 如来寺跡
真鶴町指定文化財
の古碑・記念碑の部に指定されている。
瀧門寺所有（一部急傾斜を除く）。場所は岩郵便局の周辺にある。帰命山如来寺は1620年に建てられ、本尊は石仏の阿弥陀如来であった言われる。古い境内には石窟があり、中に石造りの十王像や聖観音像、地蔵菩薩像などが安置されている。

## 画像解説

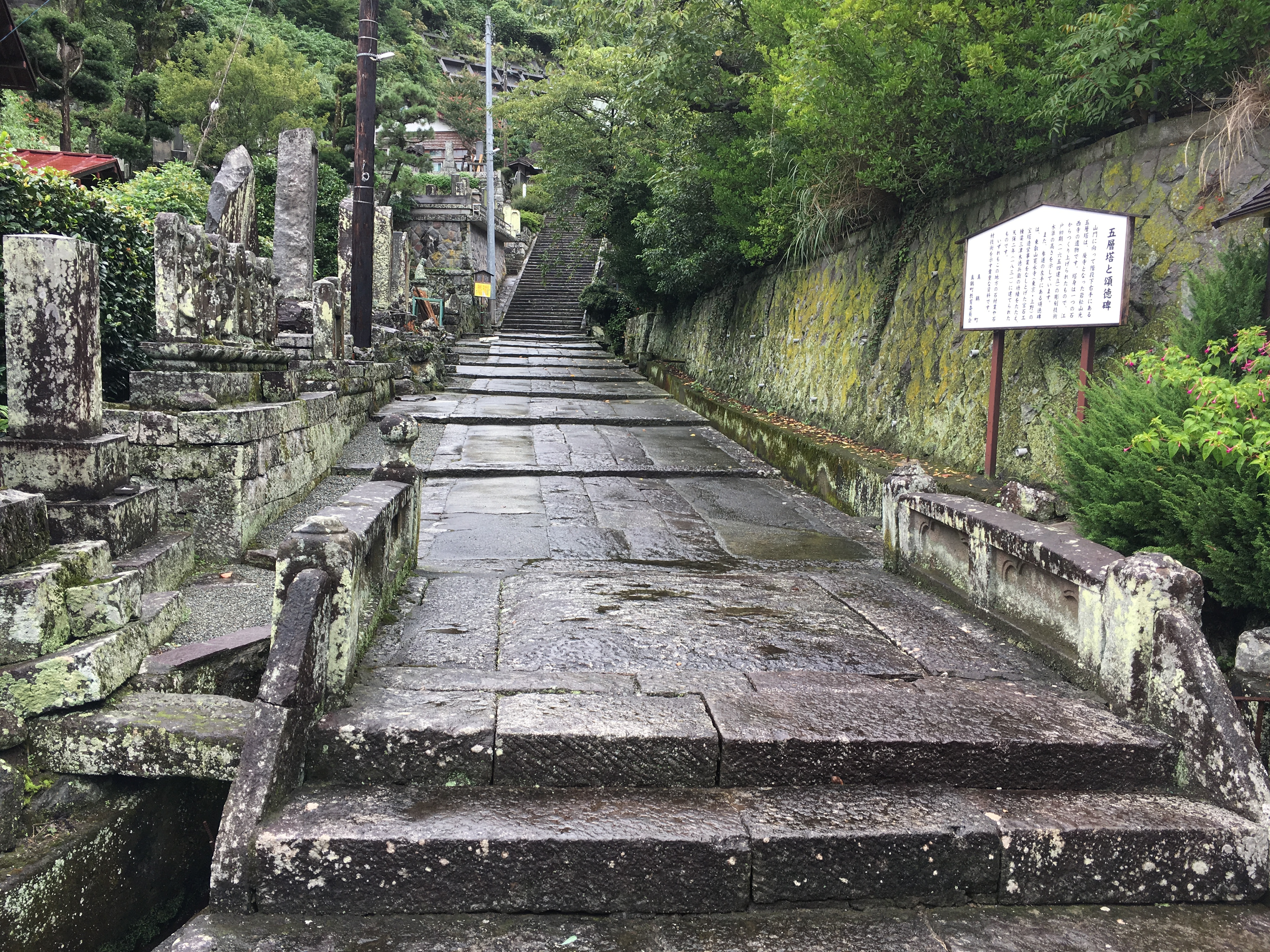
山門前
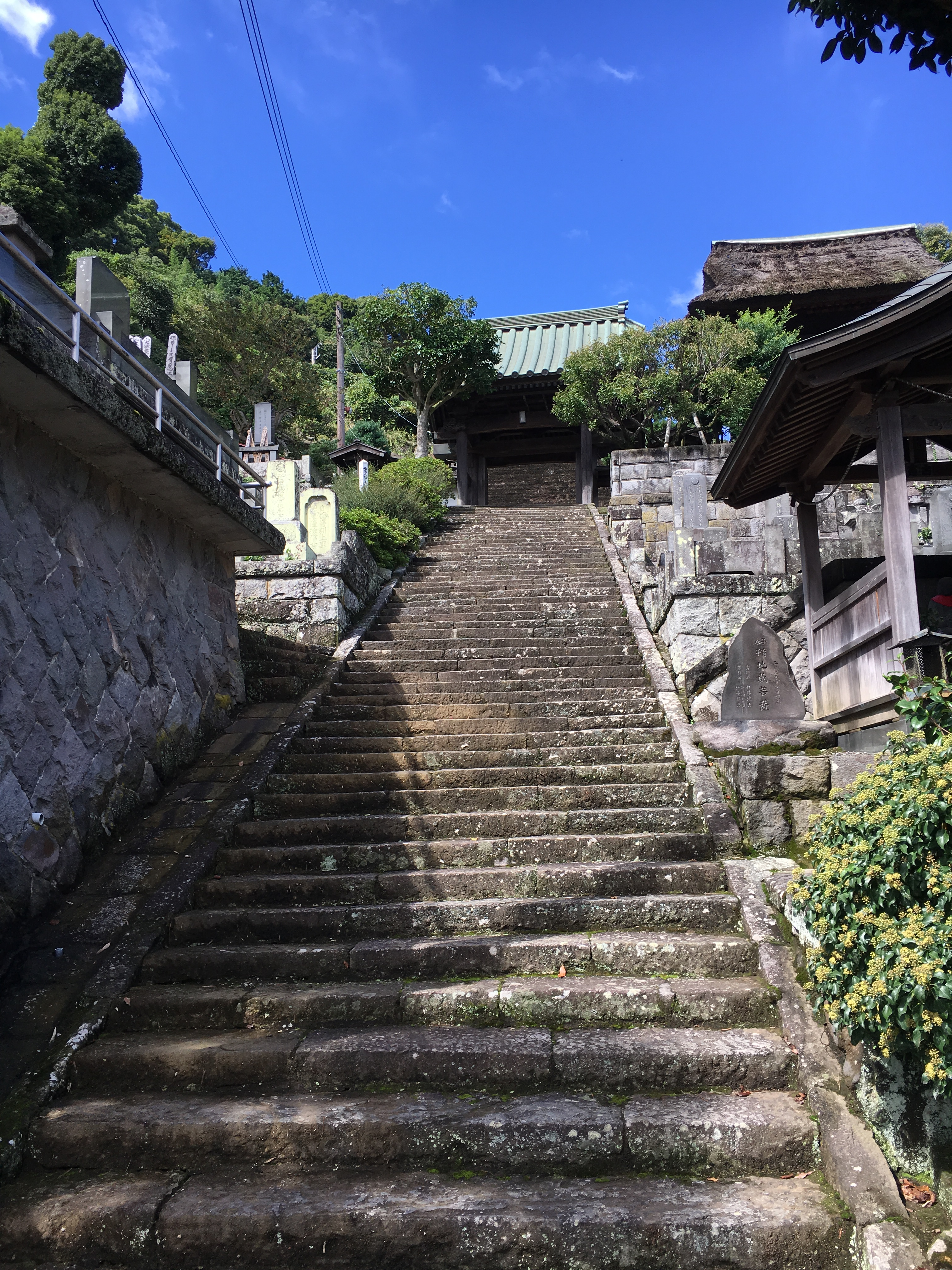
山門
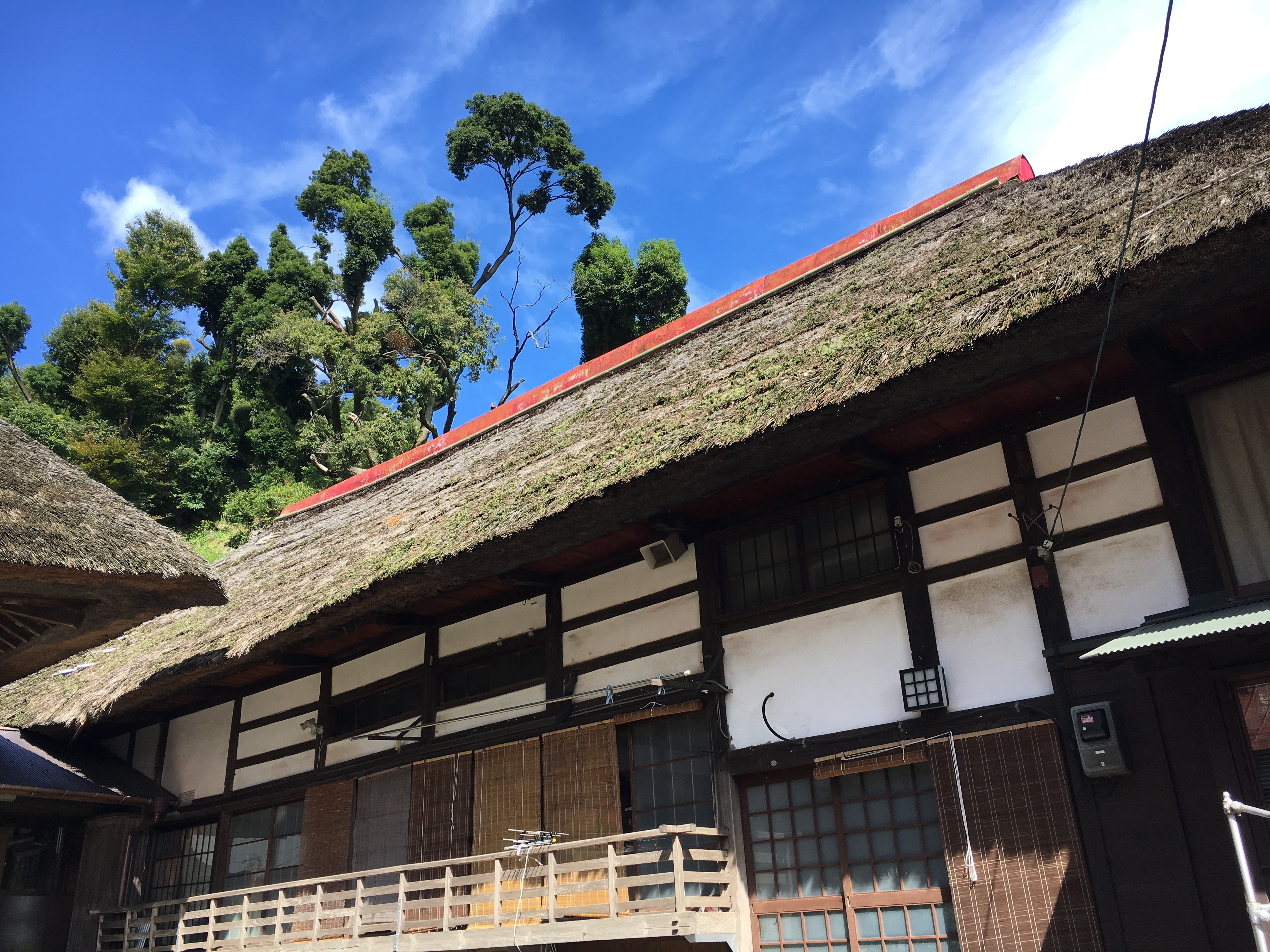
庫裏
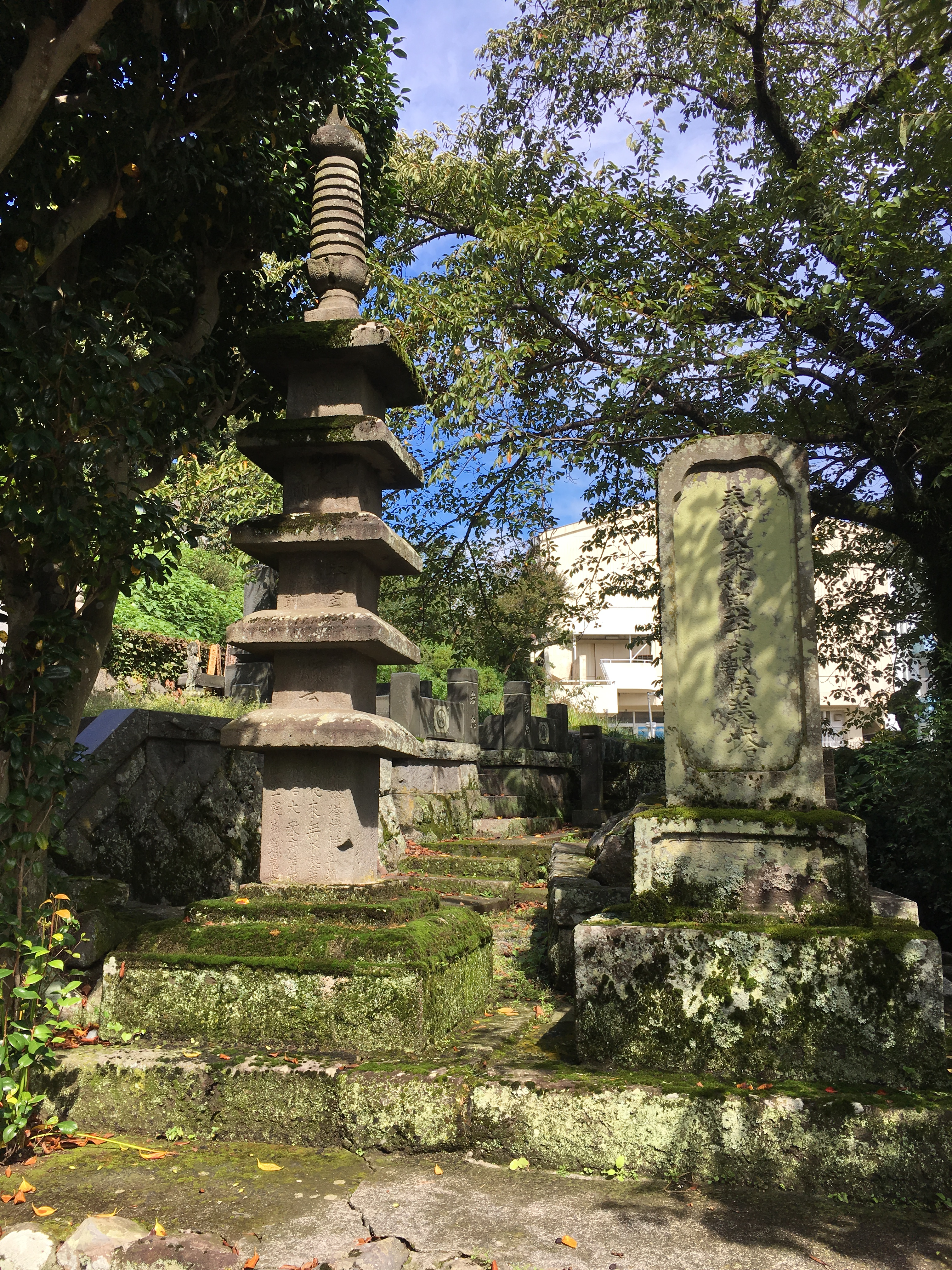
五層塔と頌徳碑
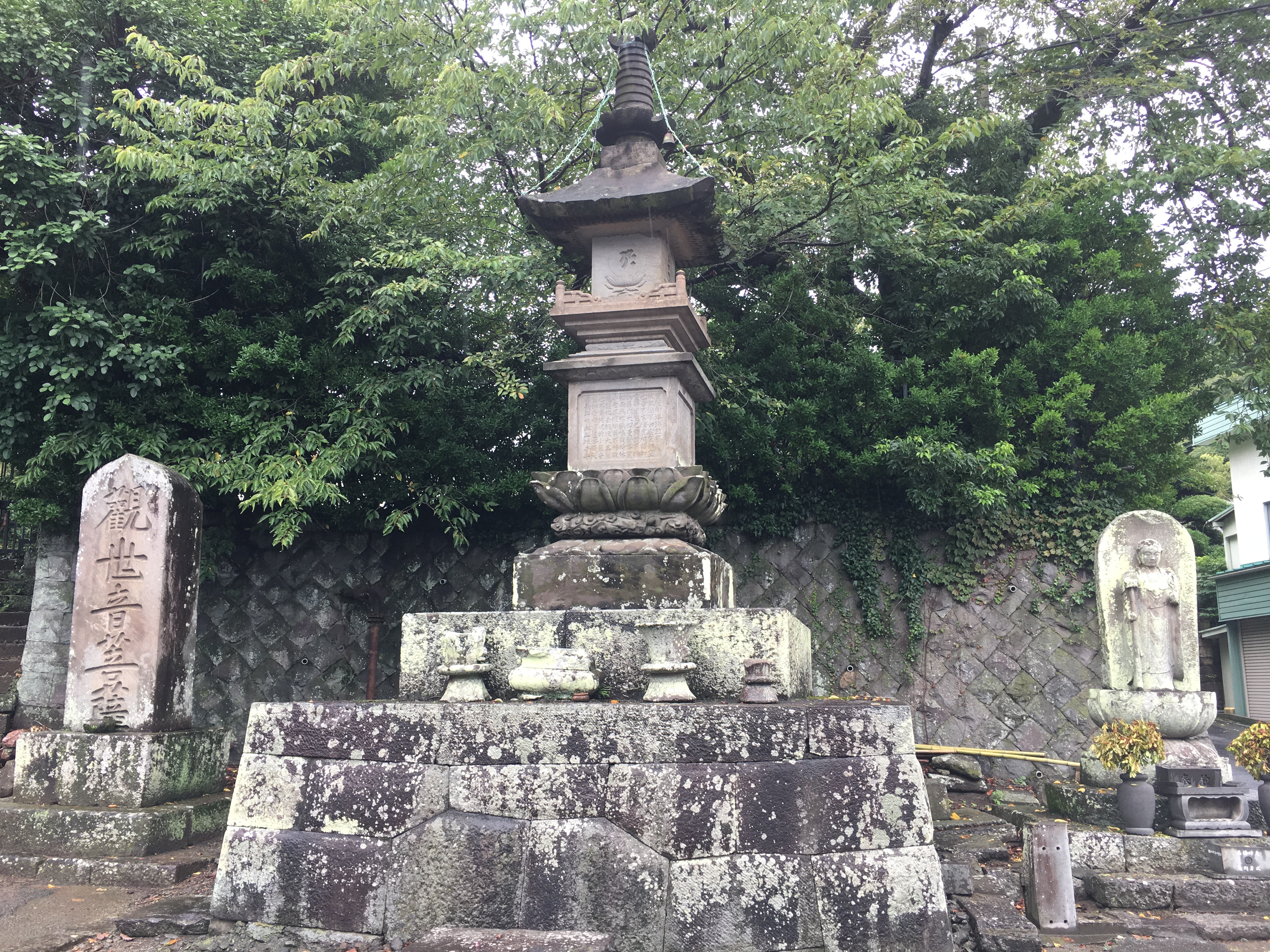
宝篋印塔
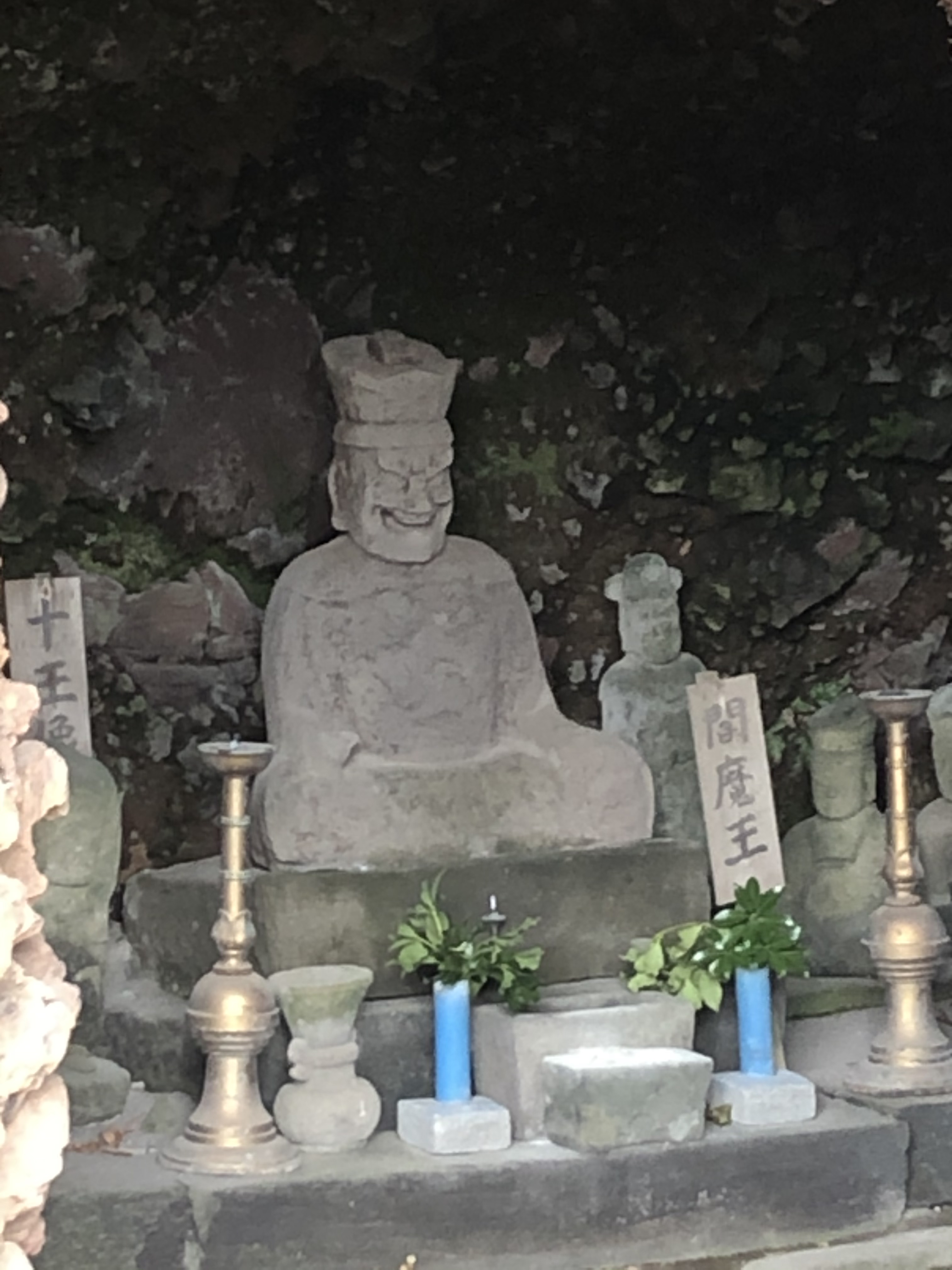
如来寺跡

## アクセス
- 真鶴町コミュニティバス・岩ふれあい館前（旧真鶴町立岩小学校）より徒歩1分(1日13本)
- 箱根登山バス・瀧門寺（湯河原駅方面から1日1本）
- 真鶴駅よりタクシーまたは徒歩16分

2017年10月確認